# Wereldproefdierendag

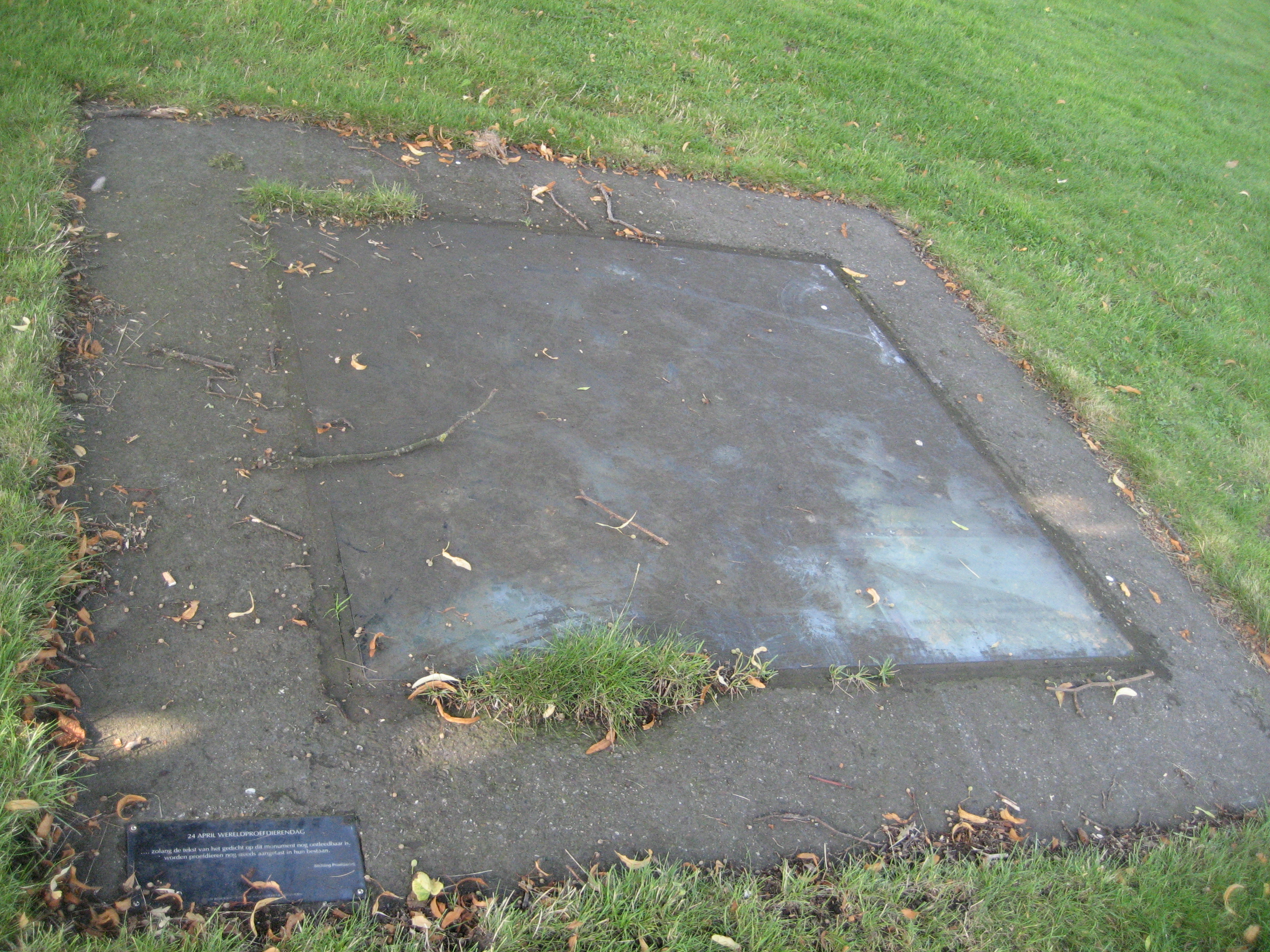
Monument voor het proefdier (Voorschoten)

Wereldproefdierendag is een dag die jaarlijks op 24 april wordt gehouden als protest tegen het gebruik van proefdieren. 
De dag werd in 1979 werd op initiatief van de Engelse organisatie ‘International Association Against Painful Experiments on Animals’ (deze organisatie bestaat sinds 1969) voor het eerst georganiseerd. De 24e april is de geboortedag van Lord Hugh Dowding (overleden in 1970), die in zijn leven fel van leer trok tegen het proefdiergebruik.  Zijn vrouw, Lady Dowding (Muriel Albino Whiting), nam later een groot deel van zijn werk over. De naam Dowding is nog steeds verbonden aan een Engels fonds dat financiële middelen verstrekt om onderzoek te stimuleren zonder gebruik te maken van proefdieren.
De Verenigde Naties hebben 24 april erkend als dag om alle proefdieren te herdenken.